# アメリカ・カナダ大学連合日本研究センター
アメリカ・カナダ大学連合日本研究センター (Inter-University Center for Japanese Language Studies) は、神奈川県横浜市西区みなとみらいにある日本語教育機関。日本研究者、日本専門家の育成に焦点を絞った上級日本語教育を特色とする。

## 概要
日本研究の盛んな北米の大学が共同で運営する教育機関で、主に、日本研究を専攻する大学院生を対象に中・上級レベルの日本語教育を行う。入学者は日本語の能力試験及び専門分野における将来性などの審査を経て選考される。その多くは米国籍または米国の大学・大学院の在籍者やその卒業生であるが、入学者の国籍や出身大学に制限はない。日本研究の分野で学者・教育者をめざすか、または日本と関係のある専門職に就く目的を有し、日本語の基礎知識をすでに身につけていることが基本的な出願資格となっている。日本にある日本語学校であるが、米国の組織であり、日本の省庁の認定を受けた教育機関にはあたらない。卒業生の多くが教育の分野に限らず、様々な国際的分野で活躍しており、世界における日本理解の促進に貢献している。

## 沿革
アメリカにおける日本研究は、1950年以降急速に盛んになり、それに伴い、研究者を目指す学生に対する日本語教育の必然性が高まって行ったが、現地で行う日本語教育には限度があった。こういう状況下、日本研究の側面援助として、1961年にスタンフォード大学が「スタンフォード大学日本研究センター (Stanford Center for Japanese Studies)」を東京に開設する。
当時、日本研究で業績のある北米の大学では、スタンフォード大学同様、上級日本語教育に対する要望が高まっており、アメリカとカナダの10大学がスタンフォード大学と共に大学連合を結成し、協力して日本語集中教育の為の機関を日本で運営することになった。こうして「スタンフォード大学日本研究センター」を前身に「アメリカ・カナダ十大学連合日本研究センター (Inter-University Center for Japanese Studies in Tokyo)」が1963年に再組織され、以降、上級日本語教育のパイオニアとして独創的な教育方法と教材開発で日本語教育の発展に寄与するとともに、多くの日本研究者や日本専門家を輩出している。
横浜市の誘致を受けて、1987年に東京から横浜に移転し、現在の名称である「アメリカ・カナダ大学連合日本研究センター」に改称。2013年に創立50周年を迎えた。

### 年表
- 1961年 財団法人和敬塾（東京都文京区）内にスタンフォード大学日本研究センター (Stanford Center for Japanese Studies) 開校
- 1963年 日本研究の伝統と実績を持つアメリカとカナダの10大学によって代表委員会 (Inter-University Committee) が発足され「アメリカ・カナダ十大学連合日本研究センター（Inter-University Center for Japanese Language Studies in Tokyo）」を設立。同年、国際基督教大学（東京都三鷹市）内に移転
- 1967年 東京都千代田区紀尾井町（日本農業研究所ビル）へ移転
- 1982年 日本語教育を通じ日本と北米諸国との相互理解に顕著な業績を上げたとして国際交流基金より『国際交流奨励賞（現国際交流基金賞）』を受賞
- 1987年 横浜市と移転に関する協定に調印し、横浜市中区桜木町（港陽ビル）へ移転。名称から加盟大学の数を外し「アメリカ・カナダ大学連合日本研究センター」とする
- 1989年 日本大学法学部と学術交流に関する覚書を締結 同法学部内に東京事務局を設置
- 1991年 横浜市西区みなとみらい（パシフィコ横浜・横浜国際協力センター5階）へ移転
- 1998年 横浜における教育・学術交流の増資を図ることを目的に横浜市立大学と協力に関する覚書を締結
- 2013年 創立50周年

## 組織
連合に加盟する大学の教授で構成される代表委員会によって運営され、スタンフォード大学の国際研究センター (The Freeman Spogli Institute for International Studies at Stanford University) がその管理を担っている。代表委員会 (Inter-University Center Advisory Board) のメンバーを務める教授陣の多くは著名な日本研究者で、エドウィン・マクレラン、ディビッド・グッドマン、テツオ・ナジタ、ノーマ・フィールド、ジェイ・ルービン、ピーター・ドウスなどもかつて代表委員を務めた。また、所長職には日本学での博士号を持つ北米人の学者が就くことになっている。

### 加盟大学
現在の加盟大学は次のとおり（五十音順）。
- イェール大学
- カリフォルニア大学バークレー校
- カリフォルニア大学ロサンゼルス校
- コロンビア大学
- シカゴ大学
- スタンフォード大学
- ハーバード大学
- ハワイ大学
- ブリガム・ヤング大学
- ブリティッシュコロンビア大学
- プリンストン大学
- ミシガン大学
- ワシントン大学

準加盟大学
- イリノイ大学アーバナシャンペイン校
- セントルイス・ワシントン大学

## 名称
アメリカとカナダの10大学の連合によって設立した当初、日本語の名称を「アメリカ・カナダ十大学連合日本研究センター」としていたが、その後加盟大学の増減にあわせて、「アメリカ・カナダ十二大学連合日本研究センター」「アメリカ・カナダ十一大学連合日本研究センター」と改称して来た。1987年以降、その名称から加盟校数をはずして「アメリカ・カナダ大学連合日本研究センター」としている。英語名は、Inter-University Center for Japanese Language Studies、略称はIUC。

## 教育の特色
日本研究の専門家や日本関係の実務家を目指す、主に英語を母国語とする学生を対象に、学術、専門の分野においても対応でき、日本社会に違和感なく受け入れられる高度な日本語を短期間で習得させる。これにより日本研究の専門家、日本関係の実務家を育成する。

### 教育目標
1. 日本人と円滑にコミュニケーションを行うために必要な待遇表現・言語行動を身につけ、場面に応じて適切に使用、実行することができる
2. 時事問題、社会問題について、新聞やニュースなどの内容を理解し、それについて日本人と意見交換ができる
3. 専門分野について、研究・実務に必要な資料、専門書などの内容を理解し、それについて専門家と日本語で話をし、まとまった文章を書き、口頭で発表することができる

### プログラム
- レギュラー・コース（英語名 10-Month Program）: 9月の第1月曜日から翌年6月までの40週間
- サマー・コース (同 Summer Program): 6月中旬から8月初旬の7週間
- 夏期漢文集中コース (同 Summer Intensive Kanbun Program)  6月中旬から7月中旬の3週間
- プロフェッショナル・コース (同 Tutorial Program for Professionals): 随時

## 著名な卒業生
- ケネス・パイル（ワシントン大学教授名誉教授）
- ジェラルド・カーティス（コロンビア大学教授名誉教授）
- フレッド・ノートヘルファー（カリフォルニア大学ロサンゼルス校名誉教授）
- ハルオ・シラネ（コロンビア大学教授）
- アンドルー・ゴードン（ハーバード大学教授）
- ケント・カルダー（ジョンズ・ホプキンズ大学教授, 元駐日米国大使特別補佐官）
- リチャード・J・サミュエルズ（マサチューセッツ工科大学教授）
- チャールズ・ホリオカ（大阪大学名誉教授）
- タイモン・スクリーチ（元ロンドン大学アジア・アフリカ研究所（SOAS)教授）
- アダム・カバット（武蔵大学教授）
- スーザン・ファー（ハーバード大学教授）
- スーザン・J・ネイピア（タフツ大学教授）
- ロバート・キャンベル（東京大学名誉教授・前国文学研究資料館長）

「ジャパン・アズ・ナンバーワン」の著者で知られる社会学者のエズラ・ヴォーゲルはハーバード大学教授職にあった1975年に個人授業クラス（プロフェッショナル・コース）を受講した。日本関係の専門職にある学習者を対象にした同コースでは、これまでキャロル・グラックなど著名な日本学者が学んでいる。
また、日米関係に貢献した実績により、以下の21名の卒業生が日本政府より旭日章の叙勲を受けている。
- ジェラルド・カーティス
- リチャード・J・サミュエルズ
- ケネス・パイル
- スーザン・ファー
- フレッド・ノートヘルファー
- ダニエル・オキモト
- エミリー・サノ
- ブルース・ブレン
- ケント・カルダー
- アンドルー・ゴードン
- テオドル・ベスター
- デイビッド・ヒューズ
- フィリス・ライオンズ
- エリス・S・クラウス
- ジョン・C・キャンベル
- ティモシー・クラーク
- スーザン・大沼
- ジェイコブ・コバリオ
- キャサリン・マリー・ジョナック
- ルイズ・アリソン・コート
- メアリー・ブリントン

駐日アメリカ合衆国大使館の首席公使には、前任のカート・トンに続いて、卒業生のジェイソン・ハイランドが着任。2代続いて同センタ−の卒業生が同職に就任した。

## 著名な関係者
- デルマ・M・ブラウン（歴史学博士）/ 元所長　勲三等瑞宝章 (1997年)
- ケネス・D・バトラー（東洋言語学博士）/ 元所長　横浜文化賞 (2000年)、横浜市立大学名誉博士号 (2001年)、重光葵賞 (2008年)
- 水谷修（言語学者）/ 元副所長
- 高木きよ子（宗教学者・歌人）/ 元副所長
- 水谷信子（日本語教育学者）/ 元副所長

## 参考
1. ↑  アメリカ・カナダ大学連合日本研究センター　紀要第20号　1997年発行
2. ↑  アメリカ・カナダ十一大学連合日本研究センター　紀要第1号　1978年発行